# Потосі (департамент)
Потосі, Путусі (аймар. Putusi) — департамент, розташований на південному заході  Болівії .
Площа — 118 218 км². Населення 788 406 мешканців (2010). Адміністративний центр — місто  Потосі . Значна частина території департаменту — гориста місцевість. У Потосі знаходиться висохле соляне озеро Солончак Уюні. Департамент Потосі був найзаможнішою провінцією Іспанської імперії, завдяки видобутку срібла, яке відправлялося в Європу. У Потосі крім срібла, видобувається цинк і свинець. Свинцеві рудники розроблялися американською компанією Apex Mines Limited і в листопаді 2008 року були продані японської компанії Sumitomo Corporation.

## Демографія
Перепису населення, проведені за останні 40 років показують, що населення департаменту Потосі знизилося відносно загальнонаціонального показника. 1976 року населення Болівії становило 4613419 осіб, з яких 657 533 проживали в департаменті Потосі, еквівалентні трохи більше 14 % від загального населення . Ця частка скоротилася до 10 % в 1992 році і 8,5 % в 2001 Desarrollo Departamental , 2008—2012, Prefectura дель Провінція де Потосі, página 33 . Бідність і відсутність роботи для тисяч людей штовхнуло їх шукати кращої долі в інших департаментах і в Аргентині.
Населення розподілено нерівномірно. Велика частина населення проживає в східній частині департаменту, на меншій висоті і з більш сприятливими кліматичними умовами. У холодних і негостинних муніципалітетах: Кампос, Хоп Ліпес, Зюд Ліпес Балдівіесо і хоча вони займають 48,7 % території департаменту, в них проживає 3,24 % від загальної чисельності населення департаменту Потосі .

## Адміністративний поділ
Департамент Потосі поділяється на 16 провінцій і близько 40 муніципалітетів .

## Економіка
Гірничодобувна промисловість є основним видом економічної діяльності в Потосі . Хоча срібні родовища досить відомі в регіоні і в майбутньому будуть повністю вичерпані, в департаменті є багато інших природних багатств. Родовища сурми, свинцю, цинку, вісмуту, вольфраму, сірки, хлористого натрію, літію, міді, золота і можливо, урану . Були зроблені спроби розробки різних металів, з яких найважливішим був проєкт Karachipampa, але не отримали промислового значення.
Деякі шахти знаходяться у веденні іноземних компаній. Наприклад, шахта Сан -Крістобаль, здобуває срібло, цинк і свинець, розроблялася компанією Apex Mines Limited (США), яка продала шахту, японської корпорації Sumitomo Corporation в листопаді 2008 року.
В останні роки, глава департаменту покладає великі надії на будівництво виробництва з видобутку літію, значні запаси якого, присутні в солончаку Уюні . Цей мінерал використовується у виробництві батарей і мобільних телефонів.

## Релігія
У шахтарів поширене поклоніння Ель-Тіо — злому духові, покровителю підземного світу, якому приносять жертву, вирушаючи в забій .